# Кришна Дхарма
Кри́шна Дха́рма (англ. Krishna Dharma; имя при рождении — Ке́ннет А́ндерсон, англ. Kenneth Anderson; род. 28 марта 1955, Лондон, Великобритания) — британский писатель и публицист, получил наибольшую известность как автор популярных литературных адаптаций древнеиндийских эпосов «Махабхарата» и «Рамаяна».

## Биография
Кеннет Андерсон родился в 1955 году в Лондоне. В юности, он служил офицером в британском торговом флоте. В 1979 году Кеннет присоединился к Международному обществу сознания Кришны (ИСККОН) и обратился в монотеистическую индуистскую традицию гаудия-вайшнавизма. С начала 1980-х годов Кеннет, теперь известный под санскритским духовным именем Кришна Дхарма Даса, занимался проповедью гаудия-вайшнавизма, выступая с лекциями и семинарами. В 1986 году он открыл первый храм ИСККОН в Манчестере и прослужил его президентом до 2001 года. В 1989 году Кришна Дхарма начал проводить в Манчестере благотворительную программу «Харе Кришна — пища жизни», которая обеспечивала пищу малоимущим и стала самой крупной программой такого рода в городе.
В 1998 году Кришна Дхарма опубликовал первое издание литературной адаптации индуистского эпоса «Рамаяны» — «Ramayana: India’s Immortal Tale of Adventure, Love, and Wisdom». Годом позднее, вышло первое издание литературной адаптации «Махабхараты» — «Mahabharata: The Greatest Spiritual Epic of All Time». Книги Кришны Дхармы имели большой коммерческий успех, были переведены с английского на 12 языков и получили положительные отзывы литературных критиков.
Согласно американскому журналу «W», в конце 1990-х годов Мадонна практиковала с Кришной Дхармой пение индуистских мантр для альбома «Ray of Light».
Кришна Дхарма женат на Чинтамани Деви Даси и имеет трёх детей: Мадхаву, Радхику и Джанаки. Живёт он со своей семьёй в Хартфордшире.